# Chicomuselo
La città di Chicomuselo è a capo dell'omonimo comune, nello stato del Chiapas, Messico. Conta 5 027 abitanti secondo le stime del censimento del 2005 e le sue coordinate sono 15°44'N 92°17'W.

Dal 1983, in seguito alla divisione del Sistema de Planeación, è ubicata nella regione economica III: FRONTERIZA.

## Toponimia
La parola Chicomuselo significa in lingua náhuatl luogo delle sette giaguari